# Edgar Iro
Edgar Richardson Iro (* 18. November 2000) ist ein salomonischer Schwimmer.

## Karriere
Iro nahm 2021 an den Olympischen Spielen in Tokio teil. Dort war er einer der beiden Fahnenträger der Salomonen. Im Wettbewerb über 100 m Freistil wurde er 70. und somit Letzter.